# Дяж
Дяж (рум. Deaj) — село у повіті Муреш в Румунії. Входить до складу комуни Міка.
Село розташоване на відстані 250 км на північний захід від Бухареста, 25 км на південний захід від Тиргу-Муреша, 77 км на південний схід від Клуж-Напоки, 120 км на північний захід від Брашова.

## Населення
За даними перепису населення 2002 року у селі проживали 1499 осіб.
Національний склад населення села:
| Національність | Кількість осіб | Відсоток |
| -------------- | -------------- | -------- |
| угорці         | 688            | 45,9%    |
| цигани         | 571            | 38,1%    |
| румуни         | 239            | 15,9%    |

Рідною мовою назвали:
| Мова      | Кількість осіб | Відсоток |
| --------- | -------------- | -------- |
| угорська  | 685            | 45,7%    |
| циганська | 552            | 36,8%    |
| румунська | 262            | 17,5%    |